# Padma Shri (1970–1979)
La Padma Shri est la quatrième décoration civile en importance de l'Inde. Les récipiendaires des années 1970-1979 sont :
| Année | Nom                                            | Domaine                  | État               | Pays        |
| ----- | ---------------------------------------------- | ------------------------ | ------------------ | ----------- |
| 1970  | Dr Ajit Mllear Basu                            | Médecine                 | Bengale-Occidental | Inde        |
| 1970  | Dr. Badri Narain Sinha                         | Médecine                 | Uttar Pradesh      | Inde        |
| 1970  | Dr. Chandra David Devenasan                    | Littérature et éducation | Tamil Nadu         | Inde        |
| 1970  | Dr. Cudonalore Subramania Chetty Sadasiva      | Médecine                 | Andhra Pradesh     | Inde        |
| 1970  | Dr. Ghulam Ahmad Bandey                        | Sciences et génie        | Jammu and Kashmir  | Inde        |
| 1970  | Dr. P. Narasimhayya                            | Littérature et éducation | Karnataka          | Inde        |
| 1970  | Dr. Perugu Siva Reddy                          | Médecine                 | Andhra Pradesh     | Inde        |
| 1970  | Dr. Pishroth Rama Pisharoty                    | Sciences et génie        | Gujarat            | Inde        |
| 1970  | Dr. Prem Prakash Sahani                        | Médecine                 | Delhi              | Inde        |
| 1970  | Dr. Rajendra Vir Singh                         | Médecine                 | Uttar Pradesh      | Inde        |
| 1970  | Dr. Ramesh Tribhuvandas Doshi                  | Sciences et génie        | Maharashtra        | Inde        |
| 1970  | Dr. Sunil Mllear Bhattacharya                  | Service public           | Bengale-Occidental | Inde        |
| 1970  | Dr. Vadalmudi Venkata Rao                      | Littérature et éducation | Assam              | Inde        |
| 1970  | Mlle ari Maniben Kara                          | Travail social           | Maharashtra        | Inde        |
| 1970  | Mlle Lilian G. Lutter                          | Littérature et éducation | Madhya Pradesh     | Inde        |
| 1970  | M. Abdul Halim Jaffer Khan                     | Arts                     | Maharashtra        | Inde        |
| 1970  | M. Ananda Chandra Barua                        | Littérature et éducation | Assam              | Inde        |
| 1970  | M. Avinash Anandrai Vyas                       | Arts                     | Maharashtra        | Inde        |
| 1970  | M. Bishan Singh Bedi                           | Sports                   | Delhi              | Inde        |
| 1970  | M. Coluthur Gopalan                            | Médecine                 | Delhi              | Inde        |
| 1970  | M. Dattatraya Mahadeo Dahanukar                | Commerce et industrie    | Maharashtra        | Inde        |
| 1970  | M. Devendra Nath Samanta                       | Travail social           | Bihar              | Inde        |
| 1970  | M. Devram Sayaji Wagh Alias Kakasaheb Wagh     | Travail social           | Maharashtra        | Inde        |
| 1970  | M. Din Dayal                                   | Littérature et éducation | Punjab             | Inde        |
| 1970  | M. E. Ananthrao S. Prasanna                    | Sports                   | Karnataka          | Inde        |
| 1970  | M. Ezra Mir                                    | Arts                     | Maharashtra        | Inde        |
| 1970  | M. G. Venkateswara Rao                         | Arts                     | Andhra Pradesh     | Inde        |
| 1970  | M. Ghanshyam Das Goyal                         | Travail social           | Karnataka          | Inde        |
| 1970  | M. Govind Ram Hada                             | Commerce et industrie    | Delhi              | Inde        |
| 1970  | M. Gurudas Mal                                 | Service public           | Delhi              | Inde        |
| 1970  | M. Jiwan Lal Jairamdas                         | Travail social           | Delhi              | Inde        |
| 1970  | M. Kalamandalam Krishnan Nair                  | Arts                     | Kerala             | Inde        |
| 1970  | M. Karl Jamshed Khandalawala                   | Arts                     | Maharashtra        | Inde        |
| 1970  | M. Mlle ud Ranjan Mullick                      | Littérature et éducation | Bengale-Occidental | Inde        |
| 1970  | M. Kunnenkeril K. Jacob                        | Littérature et éducation | Maharashtra        | Inde        |
| 1970  | M. Lakshman Swarup Darbari                     | Service public           | Delhi              | Inde        |
| 1970  | M. Madaviah Krishnan                           | Arts                     | Tamil Nadu         | Inde        |
| 1970  | M. Maisnam Amubi Singh                         | Arts                     | Manipur            | Inde        |
| 1970  | M. Mallikarjun Mansur                          | Arts                     | Karnataka          | Inde        |
| 1970  | M. Masud Hassan Rizvi                          | Littérature et éducation | Uttar Pradesh      | Inde        |
| 1970  | M. Mohan Nayak                                 | Travail social           | Orissa             | Inde        |
| 1970  | M. Narayan Singh                               | Service public           | Rajasthan          | Inde        |
| 1970  | M. Pankaj Mllear Mullick                       | Arts                     | Bengale-Occidental | Inde        |
| 1970  | M. Phanishwar Nath Renu                        | Littérature et éducation | Bihar              | Inde        |
| 1970  | M. Phul Chand Deoralia Agarwal                 | Commerce et industrie    | Bengale-Occidental | Inde        |
| 1970  | M. Prem Dhawan                                 | Arts                     | Maharashtra        | Inde        |
| 1970  | M. Purshottam Pandurang Gokhale                | Travail social           | Maharashtra        | Inde        |
| 1970  | M. P. Lal                                      | Littérature et éducation | Bengale-Occidental | Inde        |
| 1970  | M. Rajendra Mllear                             | Arts                     | Maharashtra        | Inde        |
| 1970  | M. Rajendra Rishi Weer                         | Littérature et éducation | Punjab             | Inde        |
| 1970  | M. Ram Chatur Mallik                           | Arts                     | Bihar              | Inde        |
| 1970  | M. Gemini Ganesan                              | Arts                     | Tamil Nadu         | Inde        |
| 1970  | M. Relangi Venkararamaiah                      | Arts                     | Andhra Pradesh     | Inde        |
| 1970  | M. Ritwik Mllear Ghatak                        | Arts                     | Bengale-Occidental | Inde        |
| 1970  | M. Shantilal B. Pandya                         | Sciences et génie        | Delhi              | Inde        |
| 1970  | M. Siddheswar Shastri Chitra                   | Littérature et éducation | Maharashtra        | Inde        |
| 1970  | M. Sikandar Ali Wajd                           | Littérature et éducation | Maharashtra        | Inde        |
| 1970  | M. Sohan Lal Dwivedi                           | Littérature et éducation | Uttar Pradesh      | Inde        |
| 1970  | M. SuMllear Bose                               | Arts                     | Delhi              | Inde        |
| 1970  | M. Syed Mohd. Moinul Haq                       | Sports                   | Bihar              | Inde        |
| 1970  | M. T.Ramaswamy Mahalingam                      | Arts                     | Tamil Nadu         | Inde        |
| 1970  | M. V. Satyarayana Sarma                        | Arts                     | Andhra Pradesh     | Inde        |
| 1970  | M. Vijaya Raghava Rao                          | Arts                     | Bengale-Occidental | Inde        |
| 1970  | Mme Alice Wilma Khan                           | Travail social           |                    | Suisse      |
| 1970  | Mme Damayanti Joshi                            | Arts                     | Maharashtra        | Inde        |
| 1970  | Mme Indumati Chamanlal                         | Travail social           | Gujarat            | Inde        |
| 1970  | Mme Kodumadi Balambal Sundarambal              | Arts                     | Tamil Nadu         | Inde        |
| 1970  | Mme Ratna Fabri                                | Arts                     | Rajasthan          | Inde        |
| 1970  | Mme Sumathiben Nemchand Shah                   | Littérature et éducation | Maharashtra        | Inde        |
| 1971  | Dr. Basapatna NarayanaBalakrishna Rao          | Médecine                 | Karnataka          | Inde        |
| 1971  | Dr. Coor NarasimhaiengarKrishna Murthy         | Commerce et industrie    | Uttar Pradesh      | Inde        |
| 1971  | Dr. Harbhajan Singh                            | Sciences et génie        | Delhi              | Inde        |
| 1971  | Dr. Hari Mohan                                 | Médecine                 | Delhi              | Inde        |
| 1971  | Dr. Krishnaswami Srinivas Sanjivi              | Médecine                 | Tamil Nadu         | Inde        |
| 1971  | Dr. R. Krishnamurthi                           | Médecine                 | Tamil Nadu         | Inde        |
| 1971  | Dr. Robin Banerjee                             | Travail social           | Assam              | Inde        |
| 1971  | Dr. Sadasiv Misra                              | Service public           | Orissa             | Inde        |
| 1971  | Dr. Sistha Venkata Seetharama Shastry          | Sciences et génie        | Andhra Pradesh     | Inde        |
| 1971  | Dr. Yelavarthy Nayudamma                       | Commerce et industrie    | Tamil Nadu         | Inde        |
| 1971  | Dr. Yudhvir Singh                              | Travail social           | Rajasthan          | Inde        |
| 1971  | Mlle Subasini Jhunu Dasgupta                   | Service public           | Delhi              | Inde        |
| 1971  | Mlle Sulabha Panandikar                        | Littérature et éducation | Maharashtra        | Inde        |
| 1971  | Mlle Shanta Rao                                | Arts                     | Karnataka          | Inde        |
| 1971  | M. Manna Dey                                   | Arts                     | Calcutta           | Inde        |
| 1971  | Lt. Col. Suresh Chandra Dutta                  | Médecine                 | Bengale-Occidental | Inde        |
| 1971  | Miss Grace Marry Linnel                        | Littérature et éducation |                    | Royaume-Uni |
| 1971  | Prof. M. Narain Alias Sankho Chaudhuri         | Arts                     | Delhi              | Inde        |
| 1971  | Prof. Nirmal Chandra Sinha                     | Littérature et éducation | Delhi              | Inde        |
| 1971  | Prof. Ratan Shankar Mishra                     | Littérature et éducation | Uttar Pradesh      | Inde        |
| 1971  | Pt. Siyaram Tiwari                             | Arts                     | Bihar              | Inde        |
| 1971  | Rani Lila ramMllear Bhargava                   | Travail social           | Uttar Pradesh      | Inde        |
| 1971  | Roy Mother Mary Theodasia                      | Littérature et éducation | Karnataka          | Inde        |
| 1971  | M. Abdul Hayi alias Sahir Ludhianvi            | Littérature et éducation | Punjab             | Inde        |
| 1971  | M. Amya Bhushan Das Gupta                      | Service public           | Delhi              | Inde        |
| 1971  | M. Anand Raj Surana                            | Travail social           | Delhi              | Inde        |
| 1971  | M. Atmaram Raoji Bhat                          | Littérature et éducation | Maharashtra        | Inde        |
| 1971  | M. Atul Chandra Hazarika                       | Littérature et éducation | Assam              | Inde        |
| 1971  | M. C.K. Nair Alias V. Kunchu Nair              | Arts                     | Kerala             | Inde        |
| 1971  | M. Chandi Prasad Misra                         | Médecine                 | Delhi              | Inde        |
| 1971  | M. Chengannur Raman Pillai                     | Arts                     | Kerala             | Inde        |
| 1971  | M. Chingamban Kalachand Shastri                | Littérature et éducation | Manipur            | Inde        |
| 1971  | M. Devan Venkata Reddy                         | Commerce et industrie    | Andhra Pradesh     | Inde        |
| 1971  | M. Devendra Lal                                | Sciences et génie        | Gujarat            | Inde        |
| 1971  | M. Devi Sahai Jindal                           | Commerce et industrie    | Delhi              | Inde        |
| 1971  | M. Ghouse Mohd Khan                            | Sports                   | Andhra Pradesh     | Inde        |
| 1971  | M. Gopal Narayan Thakkar                       | Littérature et éducation | Maharashtra        | Inde        |
| 1971  | M. Gulam Rabbani Taban                         | Littérature et éducation | Delhi              | Inde        |
| 1971  | M. Gundappa Ranganath Vishwanath               | Sports                   | Karnataka          | Inde        |
| 1971  | M. Hari Dev Shourie                            | Commerce et industrie    | Delhi              | Inde        |
| 1971  | M. Harnam Das Wahi                             | Commerce et industrie    | Delhi              | Inde        |
| 1971  | M. Jag Mohan                                   | Service public           | Punjab             | Inde        |
| 1971  | M. K. Natesa Dandayudapani Pillai              | Arts                     | Tamil Nadu         | Inde        |
| 1971  | M. Katty Venkataswami Naidu                    | Travail social           | Tamil Nadu         | Inde        |
| 1971  | M. Khailashankar Durlabhji                     | Commerce et industrie    | Rajasthan          | Inde        |
| 1971  | M. Krishan Swarup Pathak                       | Service public           | Punjab             | Inde        |
| 1971  | M. Labhu Ram Josh Malsiani                     | Littérature et éducation | Punjab             | Inde        |
| 1971  | M. Leslie Walter Claudius                      | Sports                   | Bengale-Occidental | Inde        |
| 1971  | M. M. Devidas Alias Baba Amte                  | Travail social           | Maharashtra        | Inde        |
| 1971  | M. M. Balamuralikrishna                        | Arts                     | Andhra Pradesh     | Inde        |
| 1971  | M. Maqbool Ahmed Lari                          | Littérature et éducation | Uttar Pradesh      | Inde        |
| 1971  | M. Mohan Singh                                 | Affaires publiques       | Delhi              | Inde        |
| 1971  | M. Moti Lal Dhar                               | Sciences et génie        | Uttar Pradesh      | Inde        |
| 1971  | M. Palaniandi Kandaswamy                       | Service public           | Tamil Nadu         | Inde        |
| 1971  | M. Pandurang Dharmaji Jadhav                   | Travail social           | Maharashtra        | Inde        |
| 1971  | M. Prabhashankar ramachandra Bhatt             | Travail social           | Maharashtra        | Inde        |
| 1971  | M. Pramatha Nath Bishi                         | Littérature et éducation | Bengale-Occidental | Inde        |
| 1971  | M. Prem Nath Sahni                             | Commerce et industrie    | Punjab             | Inde        |
| 1971  | M. Probodh Chandra Manna Dey                   | Arts                     | Maharashtra        | Inde        |
| 1971  | M. Qadri Ragi Aziz Ahmed Khan Warai            | Arts                     | Andhra Pradesh     | Inde        |
| 1971  | M. Ram lal Mehta                               | Affaires publiques       | Delhi              | Inde        |
| 1971  | M. Ramanath Iyer Mathrubutham                  | Affaires publiques       | Tamil Nadu         | Inde        |
| 1971  | M. Ravi Shankar Sharma                         | Arts                     | Maharashtra        | Inde        |
| 1971  | M. S.G. Mahalingayyar Subramaniam              | Littérature et éducation | Tamil Nadu         | Inde        |
| 1971  | M. Sailendra Nath Manna                        | Sports                   | Bengale-Occidental | Inde        |
| 1971  | M. Sakharam Abaji Pawar Patil                  | Travail social           | Maharashtra        | Inde        |
| 1971  | M. Satchindanand Keshav Nargundkar             | Service public           | Bihar              | Inde        |
| 1971  | M. Chandgi Ram                                 | Sports                   | Delhi              | Inde        |
| 1971  | M. Subramanyam Parmanandan                     | Service public           | Delhi              | Inde        |
| 1971  | M. Sudhansu Mllear Chakraborty                 | Service public           | Bihar              | Inde        |
| 1971  | M. Suresh Singh                                | Littérature et éducation | Uttar Pradesh      | Inde        |
| 1971  | M. Surya Deo Singh                             | Travail social           | Rajasthan          | Inde        |
| 1971  | M. Syed Mohd. Mirza Mohazzab                   | Littérature et éducation | Uttar Pradesh      | Inde        |
| 1971  | M. Tiruvadi Venkataraman Ramamurti             | Sciences et génie        | Delhi              | Inde        |
| 1971  | M. Trvandrum Kannusami Pillai Shanmugam        | Arts                     | Tamil Nadu         | Inde        |
| 1971  | M. Udaybhansinhji Natwarsinhji Jethwa          | Commerce et industrie    | Gujarat            | Inde        |
| 1971  | M. Vaidyanatha Vaidyasubramanya Iyer           | Travail social           | Tamil Nadu         | Inde        |
| 1971  | M. Zafar Rashid Futehally                      | Sciences et génie        | Maharashtra        | Inde        |
| 1971  | Mme Adhya Jha                                  | Travail social           | Delhi              | Inde        |
| 1971  | Mme Avabai Bomanji Wadia                       | Travail social           | Maharashtra        | Inde        |
| 1971  | Mme Kamaljit Sandhu                            | Sports                   |                    | États-Unis  |
| 1971  | Mme Savita Behen                               | Travail social           | Delhi              | Inde        |
| 1971  | Mme Sheila Bhatia                              | Littérature et éducation | Delhi              | Inde        |
| 1971  | Mme Tripti Mitra                               | Arts                     | Bengale-Occidental | Inde        |
| 1972  | Brig. Harish Chandra                           | Service public           | Delhi              | Inde        |
| 1972  | Dr. Amiya Bhuson Kar                           | Médecine                 | Bengale-Occidental | Inde        |
| 1972  | Dr. Balu Sankaran                              | Médecine                 | Tamil Nadu         | Inde        |
| 1972  | Dr. Dattatraya Nagappa Pai                     | Médecine                 | Maharashtra        | Inde        |
| 1972  | Dr. Dorothy D.W.D. Chacko                      | Médecine                 | Delhi              | Inde        |
| 1972  | Dr. G. Subbukrishna Melkote                    | Affaires publiques       | Orissa             | Inde        |
| 1972  | Dr. Gobbi Hampanna Veeranna                    | Arts                     | Karnataka          | Inde        |
| 1972  | Dr. K. Kripal Singh                            | Sciences et génie        | Punjab             | Inde        |
| 1972  | Dr. Kotti Narasimha Udupa                      | Médecine                 | Uttar Pradesh      | Inde        |
| 1972  | Dr. Mary P. Verghese                           | Médecine                 | Tamil Nadu         | Inde        |
| 1972  | Dr. Prithvi Nath Khosho                        | Médecine                 | Uttar Pradesh      | Inde        |
| 1972  | Dr. Ravivarma Martanda Varma                   | Médecine                 | Karnataka          | Inde        |
| 1972  | Dr. Sant Kaur                                  | Médecine                 | Chandigarh         | Inde        |
| 1972  | Dr. Shyam Nandan Prasad Kishore                | Littérature et éducation | Bihar              | Inde        |
| 1972  | Dr. Thayil John Cherian                        | Médecine                 | Tamil Nadu         | Inde        |
| 1972  | Dr. Vassala Samant Chowdhry                    | Médecine                 | Uttar Pradesh      | Inde        |
| 1972  | Dr. Virendra Verma                             | Littérature et éducation | Uttar Pradesh      | Inde        |
| 1972  | Dr. (Mme) Leelavati Vinayak Pathak             | Service public           | Delhi              | Inde        |
| 1972  | Juthika Roy                                    | Arts                     | Bengale-Occidental | Inde        |
| 1972  | Mlleari Waheeda Rahman                         | Arts                     | Maharashtra        | Inde        |
| 1972  | Major Harsh Vardhan Bahuguna                   | Sports                   | Uttar Pradesh      | Inde        |
| 1972  | Prof. Balasubramanian Ramamurthi               | Médecine                 | Tamil Nadu         | Inde        |
| 1972  | Prof. Prem Nath Mehra                          | Sciences et génie        | Chandigarh         | Inde        |
| 1972  | M. Ajit Laxman Wadekar                         | Sports                   | Maharashtra        | Inde        |
| 1972  | M. B. Subrahmanya Chandrasekhar                | Sports                   | Karnataka          | Inde        |
| 1972  | M. Badri Prasad Bajoria                        | Travail social           | Uttar Pradesh      | Inde        |
| 1972  | M. Bhawani Prasad Tiwari                       | Littérature et éducation | Madhya Pradesh     | Inde        |
| 1972  | M. Bhimsen Joshi                               | Arts                     | Maharashtra        | Inde        |
| 1972  | M. Bhuwan Chandra Pande                        | Service public           | Uttar Pradesh      | Inde        |
| 1972  | M. Brijbir Saran Das                           | Service public           | Delhi              | Inde        |
| 1972  | M. Chander Sekhar Samal                        | Service public           | Bengale-Occidental | Inde        |
| 1972  | M. Charles M. Correa                           | Sciences et génie        | Maharashtra        | Inde        |
| 1972  | M. Chiranjit                                   | Arts                     | Delhi              | Inde        |
| 1972  | M. Debdulal Bandopadhyaya                      | Service public           | Bengale-Occidental | Inde        |
| 1972  | M. Dharam Vir Bharati                          | Littérature et éducation | Maharashtra        | Inde        |
| 1972  | M. Hari Prasad Jaiswal                         | Service public           | Karnataka          | Inde        |
| 1972  | M. Himangshu Mohan Choudhury                   | Service public           | Uttar Pradesh      | Inde        |
| 1972  | M. Homi Cawas Sethnas                          | Service public           | Maharashtra        | Inde        |
| 1972  | M. Hrishikesh Mukherjee                        | Arts                     | Maharashtra        | Inde        |
| 1972  | M. Ishwar Chandra Gupta                        | Service public           | Chandigarh         | Inde        |
| 1972  | M. Iyyanki Venkata Ramanayya                   | Travail social           | Andhra Pradesh     | Inde        |
| 1972  | M. Jagannath Krishna Kate                      | Littérature et éducation | Madhya Pradesh     | Inde        |
| 1972  | M. Jagdish Lal                                 | Service public           | Punjab             | Inde        |
| 1972  | M. K.C. Sengupta                               | Service public           | Bengale-Occidental | Inde        |
| 1972  | M. Kamal Manti Naskar                          | Service public           | Bengale-Occidental | Inde        |
| 1972  | M. Karachur Lingappa Nanjappa                  | Service public           | Delhi              | Inde        |
| 1972  | M. Lalgudi Jayaraman                           | Arts                     | Tamil Nadu         | Inde        |
| 1972  | M. Madras Kandaswamy Radha                     | Arts                     | Tamil Nadu         | Inde        |
| 1972  | M. Mahendra Kapoor                             | Arts                     | Maharashtra        | Inde        |
| 1972  | M. Mohan Mull Chordia                          | Commerce et industrie    | Tamil Nadu         | Inde        |
| 1972  | M. Moreshwar Man-Gesh Wagle                    | Service public           | Maharashtra        | Inde        |
| 1972  | M. Mylapore Ponnuswamy Sivaganam               | Littérature et éducation | Tamil Nadu         | Inde        |
| 1972  | M. Narayan Krishna Reddy                       | Arts                     |                    | France      |
| 1972  | M. Om Prakash Bahl                             | Service public           | Punjab             | Inde        |
| 1972  | M. P Ramanathan Rajagopal                      | Service public           | Tamil Nadu         | Inde        |
| 1972  | M. Palahalli Sitarmaiah                        | Travail social           | Karnataka          | Inde        |
| 1972  | M. Phool Chand Chowdhary                       | Littérature et éducation | Delhi              | Inde        |
| 1972  | M. Prabhu Dayal Dabriwala                      | Travail social           | Bengale-Occidental | Inde        |
| 1972  | M. Pradeep Mllear Banerji                      | Service public           | Bengale-Occidental | Inde        |
| 1972  | M. Puran Lal Batra                             | Sciences et génie        | Haryana            | Inde        |
| 1972  | M. Puttaparthi Narayanacharya                  | Littérature et éducation | Andhra Pradesh     | Inde        |
| 1972  | M. Raghu Rai                                   | Arts                     | Delhi              | Inde        |
| 1972  | M. Rajinder Singh                              | Service public           | Punjab             | Inde        |
| 1972  | M. Rajindra Singh Bedi                         | Littérature et éducation | Maharashtra        | Inde        |
| 1972  | M. Ram Mllear                                  | Arts                     | Delhi              | Inde        |
| 1972  | M. Ramamurthi Badrinath                        | Service public           | Delhi              | Inde        |
| 1972  | M. Samta Prasad                                | Arts                     | Uttar Pradesh      | Inde        |
| 1972  | M. Shalil Ghosh                                | Littérature et éducation | Maharashtra        | Inde        |
| 1972  | M. Sheikh Gulab                                | Service public           | Madhya Pradesh     | Inde        |
| 1972  | M. Badal Sircar                                | Littérature et éducation | Bengale-Occidental | Inde        |
| 1972  | M. Sukhbir Singh                               | Service public           | Chandigarh         | Inde        |
| 1972  | M. Sunil Janath                                | Arts                     | Delhi              | Inde        |
| 1972  | M. Surjit Singh Gujral                         | Service public           | Delhi              | Inde        |
| 1972  | M. Swaran Singh Boparai                        | Service public           | Punjab             | Inde        |
| 1972  | M. T.A. Mudon Sharma                           | Arts                     | Manipur            | Inde        |
| 1972  | M. Vadakantara Subramania Krishnan             | Littérature et éducation | Madhya Pradesh     | Inde        |
| 1972  | M. Vasudeo Santu Gaitonde                      | Arts                     | Maharashtra        | Inde        |
| 1972  | M. Vazhuvoor B. Ramiah Ramiah                  | Arts                     | Tamil Nadu         | Inde        |
| 1972  | M. Ved Prakash Agnihotri                       | Sciences et génie        | Punjab             | Inde        |
| 1972  | M. Vijay Singh                                 | Service public           | Rajasthan          | Inde        |
| 1972  | M. Vishveshwar Nath Langer                     | Littérature et éducation | Delhi              | Inde        |
| 1972  | Mme Chandra Prava Saikiani                     | Travail social           | Assam              | Inde        |
| 1972  | Mme Girija Devi                                | Arts                     | Uttar Pradesh      | Inde        |
| 1972  | Mme Kanta Saroop Krishen                       | Travail social           | Chandigarh         | Inde        |
| 1972  | Mme Mali Mali                                  | Travail social           | Jammu and Kashmir  | Inde        |
| 1972  | Mme Savitri Indrajit Parikh                    | Arts                     | Gujarat            | Inde        |
| 1972  | Mme Suchitra Sen                               | Arts                     | Bengale-Occidental | Inde        |
| 1972  | Mme Surender Bansi Dhar Gupta                  | Travail social           | Delhi              | Inde        |
| 1972  | Mme Surindera Nath Banerjee                    | Arts                     | Bengale-Occidental | Inde        |
| 1973  | Dr. Atam Prakash                               | Médecine                 | Delhi              | Inde        |
| 1973  | Dr Bhoi Bhiamanna                              | Littérature et éducation | Andhra Pradesh     | Inde        |
| 1973  | Dr Bhola Nath                                  | Médecine                 | Uttar Pradesh      | Inde        |
| 1973  | Dr Govindappa Venkataswamy                     | Médecine                 | Tamil Nadu         | Inde        |
| 1973  | Dr Jagdish Mitra Pahwa                         | Médecine                 | Uttar Pradesh      | Inde        |
| 1973  | Dr Jamshed Nowroji Vazifdar                    | Médecine                 | Maharashtra        | Inde        |
| 1973  | Dr Kandarp Tuljashanker Dholakia               | Médecine                 | Maharashtra        | Inde        |
| 1973  | Dr M.K. Malik Mohammad                         | Littérature et éducation | Kerala             | Inde        |
| 1973  | Dr. Maddali Gopala Krishna                     | Service public           | Uttarakhand        | Inde        |
| 1973  | Dr. Madempath Kalathil Krishna Menon           | Médecine                 | Tamil Nadu         | Inde        |
| 1973  | Dr. N. Kesava Panikkar                         | Sciences et génie        | Tamil Nadu         | Inde        |
| 1973  | Dr. Nandlal Lachmilal Bordia                   | Médecine                 | Madhya Pradesh     | Inde        |
| 1973  | Dr. Narendra Singh Jain                        | Médecine                 | Delhi              | Inde        |
| 1973  | Dr. Prakash Narain Tondon                      | Médecine                 | Delhi              | Inde        |
| 1973  | Dr. R. Ranchandra Vishwanath Wardekar          | Médecine                 | Maharashtra        | Inde        |
| 1973  | Dr. Ramchand Kishindas Menda                   | Médecine                 | Maharashtra        | Inde        |
| 1973  | Dr. Ramesh Nigam                               | Médecine                 | Delhi              | Inde        |
| 1973  | Dr. Sridhar Upadhyay                           | Service public           | Uttarakhand        | Inde        |
| 1973  | Dr. Trilokinath Sharma                         | Service public           | Uttar Pradesh      | Inde        |
| 1973  | Mlle Uma Sharma                                | Arts                     | Delhi              | Inde        |
| 1973  | Mlle ari Codanda Rohini Poovaiah               | Travail social           | Karnataka          | Inde        |
| 1973  | M. R.V. Ramaswami, à titre posthume            | Service public           | Tamil Nadu         | Inde        |
| 1973  | Lt. Col. Koka Simhadri Baboo                   | Service public           | Delhi              | Inde        |
| 1973  | Prof. Govind Swarup                            | Sciences et génie        | Karnataka          | Inde        |
| 1973  | M. Balasubramanian Ramadorai                   | Service public           | Delhi              | Inde        |
| 1973  | M. Balwant Gargi                               | Littérature et éducation | Chandigarh         | Inde        |
| 1973  | M. Bhagwant Javhermal Shahaney                 | Service public           | Maharashtra        | Inde        |
| 1973  | M. Chellaswamy Sirchabai Murugabhoopathy       | Arts                     | Tamil Nadu         | Inde        |
| 1973  | M. Chinnaswamy Rajan Subramania                | Service public           | Karnataka          | Inde        |
| 1973  | M. Dalip Mllear Sengupta                       | Service public           | Bengale-Occidental | Inde        |
| 1973  | M. Debi Prasad Mukherjee                       | Service public           | Bengale-Occidental | Inde        |
| 1973  | M. Farookh M. Engineer                         | Sports                   | Maharashtra        | Inde        |
| 1973  | M. Fateh Chand Gera                            | Service public           | Delhi              | Inde        |
| 1973  | M. Harischandra Kashnath Karve                 | Service public           | Karnataka          | Inde        |
| 1973  | M. Ijwant Singh                                | Affaires publiques       | Delhi              | Inde        |
| 1973  | M. Jayantha Mllear Bagchi                      | Service public           | Bengale-Occidental | Inde        |
| 1973  | M. Kamal Krishna Sinha                         | Service public           | Bihar              | Inde        |
| 1973  | M. Kishan Maharaj                              | Arts                     | Uttar Pradesh      | Inde        |
| 1973  | M. P.N. Bhaskaran Nair                         | Service public           | Delhi              | Inde        |
| 1973  | M. Penimangalore Appraya Bhatt                 | Service public           | Maharashtra        | Inde        |
| 1973  | M. Prabhakar Bhikaji Chitnis                   | Service public           | Maharashtra        | Inde        |
| 1973  | M. Prabhaskar Oghadbhai Sompura                | Sciences et génie        | Gujarat            | Inde        |
| 1973  | M. Raghavachari Krishinan                      | Sciences et génie        | Maharashtra        | Inde        |
| 1973  | M. Raghunath Singh Gahlot                      | Service public           | Delhi              | Inde        |
| 1973  | M. Ranjit Ramachandra Rao Desai                | Littérature et éducation | Maharashtra        | Inde        |
| 1973  | M. Rasipuram MachhlisheM.                      | Littérature et éducation | Delhi              | Inde        |
| 1973  | M. S.G. Thakur Singh                           | Arts                     | Punjab             | Inde        |
| 1973  | M. Shakoor Khan                                | Arts                     | Delhi              | Inde        |
| 1973  | M. Shamsher Singh                              | Service public           | Maharashtra        | Inde        |
| 1973  | M. Shankar Ramachandra Panhale                 | Travail social           | Maharashtra        | Inde        |
| 1973  | M. Shyam Lal Gupta Parshad                     | Littérature et éducation | Uttar Pradesh      | Inde        |
| 1973  | M. Thikkurissi SuMllearan Nair                 | Arts                     | Kerala             | Inde        |
| 1973  | M. Tripunithura Narayan Krishnan               | Arts                     | Tamil Nadu         | Inde        |
| 1973  | M. V.B. Shastrigal                             | Arts                     | Tamil Nadu         | Inde        |
| 1973  | M. Venkataraman Krishnamurthy                  | Service public           | Tamil Nadu         | Inde        |
| 1973  | M. Venkataraman Krishnan Vengurlekar           | Service public           | Maharashtra        | Inde        |
| 1973  | Mme Cooverbai Jahangir Vakil                   | Littérature et éducation | Maharashtra        | Inde        |
| 1973  | Mme Sarojini Varadappan                        | Travail social           | Tamil Nadu         | Inde        |
| 1973  | Mme Sitara Devi                                | Arts                     | Maharashtra        | Inde        |
| 1973  | Mme Sulochana Mohan Lal Modi                   | Travail social           | Maharashtra        | Inde        |
| 1973  | Mme Ymunabai Vinayakarao Khadilkar             | Service public           | Maharashtra        | Inde        |
| 1973  | Wng Keshavamurthy Ramachandra Rao              | Service public           | Gujarat            | Inde        |
| 1974  | Dr. C. Nagesha Ramachandra Rao                 | Sciences et génie        | Uttar Pradesh      | Inde        |
| 1974  | Dr. Hari Narain                                | Service public           | Andhra Pradesh     | Inde        |
| 1974  | Dr. Jagmohan Lal Karoli                        | Travail social           | Uttar Pradesh      | Inde        |
| 1974  | Dr. Jogindra Lal Gupta                         | Médecine                 | Delhi              | Inde        |
| 1974  | Dr. Kadiyala Ramachandra                       | Médecine                 | Tamil Nadu         | Inde        |
| 1974  | Dr. Lala Suraj Nandan Prasad                   | Médecine                 | Bihar              | Inde        |
| 1974  | Dr. Maheshwar Neog                             | Littérature et éducation | Kerala             | Inde        |
| 1974  | Dr. Mani Mllear Cheetri                        | Médecine                 | Bengale-Occidental | Inde        |
| 1974  | Dr. Nagarur Gopinath                           | Médecine                 | Delhi              | Inde        |
| 1974  | Dr. Shiva Mangal Singh Suman                   | Littérature et éducation | Madhya Pradesh     | Inde        |
| 1974  | Dr. Sitaram Rao Valluri                        | Sciences et génie        | Karnataka          | Inde        |
| 1974  | Dr. Sreeram Balkrishna Lagoo                   | Arts                     | Maharashtra        | Inde        |
| 1974  | Dr. Syed Zahoor Qasim                          | Service public           | Delhi              | Inde        |
| 1974  | Dr. Venkatarama Narayana Swamy                 | Médecine                 | Tamil Nadu         | Inde        |
| 1974  | Dr. Waman Dattatreya Patwardhan                | Sciences et génie        | Maharashtra        | Inde        |
| 1974  | Father Thomas V. Kunnunkal                     | Littérature et éducation | Kerala             | Inde        |
| 1974  | Mlle Sitimon Sawain                            | Travail social           | Meghalaya          | Inde        |
| 1974  | Lt. Com. Joginder Singh                        | Sports                   | Delhi              | Inde        |
| 1974  | Prof. Dinesh Mohan                             | Service public           | Uttarakhand        | Inde        |
| 1974  | Raj Raj Mllear Khanna                          | Service public           | Delhi              | Inde        |
| 1974  | M. Abdul Sattar                                | Littérature et éducation | Uttar Pradesh      | Inde        |
| 1974  | M. Achyut Purushottam Kanvinde                 | Sciences et génie        | Delhi              | Inde        |
| 1974  | M. Ali Hasan @ Kallo Hafiz                     | Service public           | Uttar Pradesh      | Inde        |
| 1974  | M. Anant Gopal Sheorey                         | Littérature et éducation | Maharashtra        | Inde        |
| 1974  | M. Baldev Raj Chopra                           | Service public           |                    | Afghanistan |
| 1974  | M. Devasa Bhagavathar M. Ramanathan            | Arts                     | Kerala             | Inde        |
| 1974  | M. Deviki Nandan Pande                         | Travail social           | Uttarakhand        | Inde        |
| 1974  | M. Emani Sankara Shastri                       | Arts                     | Delhi              | Inde        |
| 1974  | M. Girish Karnad                               | Arts                     | Karnataka          | Inde        |
| 1974  | M. Gopal Chandra Dutt                          | Service public           | Delhi              | Inde        |
| 1974  | M. Gulam Qadir Lala                            | Commerce et industrie    | Jammu and Kashmir  | Inde        |
| 1974  | M. Hanamant Narhar 'Sudhanshu' Joshi           | Travail social           | Maharashtra        | Inde        |
| 1974  | M. Himanshu Mllear Banerjee                    | Service public           | Bengale-Occidental | Inde        |
| 1974  | M. Indra Mllear Gupta                          | Service public           | Delhi              | Inde        |
| 1974  | M. Ishrat Ali Siddiqui                         | Littérature et éducation | Uttar Pradesh      | Inde        |
| 1974  | M. Kaifi Azmi                                  | Littérature et éducation | Uttar Pradesh      | Inde        |
| 1974  | M. Kelun Charan Mohapatra                      | Arts                     | Orissa             | Inde        |
| 1974  | M. Kooram Chakrav3hy Kannan                    | Service public           | Andhra Pradesh     | Inde        |
| 1974  | M. Kripal Singh Shekhawat                      | Arts                     | Rajasthan          | Inde        |
| 1974  | M. Kalluri Gopal Rao                           | Service public           | Karnataka          | Inde        |
| 1974  | M. Mani Madhava Chakyar                        | Arts                     | Kerala             | Inde        |
| 1974  | M. Mysore M.kanta Pandit Nilkanta Rao          | Médecine                 | Maharashtra        | Inde        |
| 1974  | M. Pushkar Nath Bhan                           | Service public           | Jammu and Kashmir  | Inde        |
| 1974  | M. Ram Prasad Choudhary Jaiswal                | Sciences et génie        | Bihar              | Inde        |
| 1974  | M. Satya Narayan Rajguru                       | Littérature et éducation | Orissa             | Inde        |
| 1974  | M. Som Nath Sadhu                              | Service public           | Jammu and Kashmir  | Inde        |
| 1974  | M. Subramanya Iyer Balakrishnan                | Service public           | Delhi              | Inde        |
| 1974  | M. Thiruvizhimazhalai Subramania Pillai        | Arts                     | Tamil Nadu         | Inde        |
| 1974  | Mme Bindhya Basini Devi                        | Service public           | Bihar              | Inde        |
| 1974  | Mme Jothi Vencatachellum                       | Affaires publiques       | Tamil Nadu         | Inde        |
| 1974  | Mme Manik Amar Varma                           | Arts                     | Maharashtra        | Inde        |
| 1974  | Mme Maryam Begum                               | Service public           | Jammu and Kashmir  | Inde        |
| 1974  | Mme Masuma Begum                               | Travail social           | Andhra Pradesh     | Inde        |
| 1974  | Mme Nina Ripjit Singh @ Naina Devi             | Arts                     | Delhi              | Inde        |
| 1974  | Mme Nutan Behl                                 | Arts                     | Maharashtra        | Inde        |
| 1974  | Mme Queenie H.C. Captain                       | Travail social           | Maharashtra        | Inde        |
| 1974  | Mme Suchitra Mitra                             | Sciences et génie        | Bengale-Occidental | Inde        |
| 1975  | Brig. Pessie Madan                             | Service public           |                    | Myanmar     |
| 1975  | Dr. Ali Mohammad                               | Médecine                 | Jammu and Kashmir  | Inde        |
| 1975  | Dr. Dhanpati Rai Nagpaul                       | Médecine                 | Uttar Pradesh      | Inde        |
| 1975  | Dr. Mahadev Lalji Shahare                      | Littérature et éducation | Delhi              | Inde        |
| 1975  | Dr. Mary Poonen Lukose                         | Médecine                 | Kerala             | Inde        |
| 1975  | Dr. Pranab Rehatriranjan Dastidar              | Sciences et génie        | Maharashtra        | Inde        |
| 1975  | Dr. Rajagopala Chidambaram                     | Sciences et génie        | Tamil Nadu         | Inde        |
| 1975  | Dr. Rouban David                               | Médecine                 | Gujarat            | Inde        |
| 1975  | Dr. Sekharipuram Narayana Aiyar Seshadri       | Sciences et génie        | Tamil Nadu         | Inde        |
| 1975  | Dr. Shambhu Dayal Sinvhla                      | Sciences et génie        | Uttarakhand        | Inde        |
| 1975  | Dr. Stanely John                               | Médecine                 | Karnataka          | Inde        |
| 1975  | Mlle Ivy Khan                                  | Travail social           | Delhi              | Inde        |
| 1975  | Prof. Kalapati Ganapathi Subrahmanyan          | Arts                     | Bengale-Occidental | Inde        |
| 1975  | Pandit Jasraj                                  | Arts                     | Maharashtra        | Inde        |
| 1975  | M. Ajit Chandra Chatterjee                     | Service public           | Bengale-Occidental | Inde        |
| 1975  | M. Amjad Ali Khan                              | Arts                     | Delhi              | Inde        |
| 1975  | M. Anil Mllear Ganguly                         | Sciences et génie        | Bengale-Occidental | Inde        |
| 1975  | M. Arjan Singh                                 | Service public           | Uttar Pradesh      | Inde        |
| 1975  | M. Bachubai Rawat                              | Littérature et éducation | Gujarat            | Inde        |
| 1975  | M. Basavraj Rajguru                            | Arts                     | Karnataka          | Inde        |
| 1975  | M. Bhishan Saroop Bansal                       | Service public           | Uttarakhand        | Inde        |
| 1975  | M. Gitchandra Tongbra                          | Arts                     | Manipur            | Inde        |
| 1975  | M. Gopi Krishna                                | Arts                     | Maharashtra        | Inde        |
| 1975  | M. Gundu Bandopent Meemamsi                    | Service public           | Delhi              | Inde        |
| 1975  | M. Jatindra Mohan Dutta                        | Littérature et éducation | Bengale-Occidental | Inde        |
| 1975  | M. K.J. Yesudas                                | Arts                     | Kerala             | Inde        |
| 1975  | M. Kalyanam Raghu Ramaiah                      | Arts                     | Andhra Pradesh     | Inde        |
| 1975  | M. Krishna Prasad Dar                          | Service public           | Uttar Pradesh      | Inde        |
| 1975  | M. M.S. Sathyu                                 | Arts                     | Maharashtra        | Inde        |
| 1975  | M. M. S. Gopalakrishnan                        | Arts                     | Tamil Nadu         | Inde        |
| 1975  | M. Mathew M. Kuzhiveli                         | Littérature et éducation | Kerala             | Inde        |
| 1975  | M. N.S. Venkatesan                             | Service public           | Chandigarh         | Inde        |
| 1975  | M. Pankaj Lall Roy                             | Sports                   | Bengale-Occidental | Inde        |
| 1975  | M. Pradip Ranjan Roy                           | Sciences et génie        | Bengale-Occidental | Inde        |
| 1975  | M. Sudhakar Dwarka Nath Soman                  | Sciences et génie        | Maharashtra        | Inde        |
| 1975  | M. Suraj Mal Agarwal                           | Service public           | Delhi              | Inde        |
| 1975  | M. Syed Hussain Ali Jaffri                     | Travail social           | Delhi              | Inde        |
| 1975  | M. Vishnu M.dkhar Wakankar                     | Service public           | Madhya Pradesh     | Inde        |
| 1975  | Mme Arjumand Wahabuddin Ahmed                  | Travail social           | Andhra Pradesh     | Inde        |
| 1975  | Mme Jagdamba Devi                              | Arts                     | Bihar              | Inde        |
| 1975  | Mme Lhingioneng Gangte                         | Travail social           | Manipur            | Inde        |
| 1975  | Mme Malati Barua                               | Travail social           | Assam              | Inde        |
| 1975  | Mme Sanjukta Panigarhi                         | Arts                     | Orissa             | Inde        |
| 1976  | Begum Mumtaz Jehan Mirza                       | Littérature et éducation | Delhi              | Inde        |
| 1976  | Brig. Ajit Singh                               | Service public           | Delhi              | Inde        |
| 1976  | Dr. Atmaram Bhairav Joshi                      | Sciences et génie        | Delhi              | Inde        |
| 1976  | Dr. Bhikhubhai Khushalbhai Naik                | Médecine                 | Andhra Pradesh     | Inde        |
| 1976  | Dr. Brajendra Kishore Banerjee                 | Sciences et génie        | Bengale-Occidental | Inde        |
| 1976  | Dr. Gurbachan Singh Sindhu                     | Sciences et génie        | Uttar Pradesh      | Inde        |
| 1976  | Dr. Krushna Chandra Panigrahi                  | Littérature et éducation | Orissa             | Inde        |
| 1976  | Dr. Krishna Pai Pai                            | Médecine                 | Kerala             | Inde        |
| 1976  | Dr. Manickam Narayanan                         | Littérature et éducation | Tamil Nadu         | Inde        |
| 1976  | Dr. Muni Inder Dev Sharma                      | Médecine                 | Delhi              | Inde        |
| 1976  | Dr. Raghubhai Morarji Nayak                    | Littérature et éducation |                    | Royaume-Uni |
| 1976  | Dr. Ravindra Santram Dharkar                   | Médecine                 | Madhya Pradesh     | Inde        |
| 1976  | Dr. (Mlle) Army Dhunji Bhoy Engineer           | Médecine                 | Uttar Pradesh      | Inde        |
| 1976  | Hakim Saifuddin Ahmed Hakim Saif               | Médecine                 | Uttar Pradesh      | Inde        |
| 1976  | Mlle Durga Deulkar                             | Médecine                 | Maharashtra        | Inde        |
| 1976  | Mlle Thangam E. Philip                         | Service public           | Maharashtra        | Inde        |
| 1976  | Ram Narayan                                    | Arts                     | Maharashtra        | Inde        |
| 1976  | Prof. Attipat Krishnaswami Ramanujan           | Littérature et éducation |                    | États-Unis  |
| 1976  | Prof. Balakrishna Raghunath Deodhar            | Sciences et génie        | Maharashtra        | Inde        |
| 1976  | Prof. Kashavram Kashiram Shastree Bambhania    | Littérature et éducation | Gujarat            | Inde        |
| 1976  | Prof. Syed Bashiruddin                         | Littérature et éducation | Uttar Pradesh      | Inde        |
| 1976  | Rev. L. Kijungluba AO                          | Travail social           | Nagaland           | Inde        |
| 1976  | Seth Sri Krishan Dass                          | Travail social           | Haryana            | Inde        |
| 1976  | M. Balkrishna Vithaldas Doshi                  | Sciences et génie        | Gujarat            | Inde        |
| 1976  | M. Bishambar Nath Pande                        | Travail social           | Uttar Pradesh      | Inde        |
| 1976  | M. Govinda Pillai Uni-Krishna Menon            | Service public           | Tamil Nadu         | Inde        |
| 1976  | M. Hari Kant Dang                              | Sports                   | Delhi              | Inde        |
| 1976  | M. Kailash Chand                               | Service public           | Punjab             | Inde        |
| 1976  | M. Madurai S. Somasundaram                     | Arts                     | Tamil Nadu         | Inde        |
| 1976  | M. Mohd. Shafi Khan Bekal Utsahi               | Littérature et éducation | Uttar Pradesh      | Inde        |
| 1976  | M. Mukut Dhar Pandeya                          | Littérature et éducation | Chhattisgarh       | Inde        |
| 1976  | M. Mulk Raj Saraf                              | Littérature et éducation | Jammu and Kashmir  | Inde        |
| 1976  | M. Nagendra Rattehalli Rao                     | Arts                     | Karnataka          | Inde        |
| 1976  | M. Nand Mllear Avasthi                         | Travail social           | Uttar Pradesh      | Inde        |
| 1976  | M. Nimai Charan Harichandan                    | Arts                     | Orissa             | Inde        |
| 1976  | M. Om Prakash Mittal                           | Service public           | Delhi              | Inde        |
| 1976  | M. Palghat Kollengode Viswanatha Narayanaswamy | Arts                     | Tamil Nadu         | Inde        |
| 1976  | M. Rakhaldas Sengupta                          | Service public           | Delhi              | Inde        |
| 1976  | M. Ram Narain Nagu                             | Service public           | Madhya Pradesh     | Inde        |
| 1976  | M. Ranghunath Mahapatra                        | Arts                     | Orissa             | Inde        |
| 1976  | M. Roshan Lal Anand                            | Sports                   | Punjab             | Inde        |
| 1976  | M. Satya Dev                                   | Service public           | Himachal Pradesh   | Inde        |
| 1976  | M. Satya Prasad Chaterjee                      | Service public           | Delhi              | Inde        |
| 1976  | M. Shyam Benegal                               | Arts                     | Maharashtra        | Inde        |
| 1976  | M. Tekur Kashi Nath                            | Arts                     | Delhi              | Inde        |
| 1976  | Mme Ashapurna Devi                             | Littérature et éducation | Bengale-Occidental | Inde        |
| 1976  | Mme Gertrude Emerson Sen                       | Littérature et éducation |                    | États-Unis  |
| 1976  | Mme Ismat Chughtai                             | Littérature et éducation | Maharashtra        | Inde        |
| 1976  | Mme Jai Hormusjee Vakil                        | Travail social           | Maharashtra        | Inde        |
| 1976  | Mme Kalabati Devi                              | Travail social           | Bihar              | Inde        |
| 1976  | Mme Maharaj K. Binodini Devi                   | Littérature et éducation | Manipur            | Inde        |
| 1976  | Mme Parween Sultana                            | Arts                     | Maharashtra        | Inde        |
| 1976  | Mme Subashini                                  | Travail social           | Haryana            | Inde        |
| 1976  | Swami Pranavanda                               | Travail social           | Uttar Pradesh      | Inde        |
| 1976  | Ustad Faiyyaz Ahmed Khan                       | Arts                     | Maharashtra        | Inde        |
| 1977  | Dr. Bupendra Mllear Hazarika                   | Arts                     | Assam              | Inde        |
| 1977  | Dr. Cingireddy Narayana Reddy                  | Littérature et éducation | Andhra Pradesh     | Inde        |
| 1977  | Dr. Habeeb Abdullah Modehij                    | Great Islamic Scholar    | Andhra Pradesh     | Inde        |
| 1977  | Dr. Dhani Ram Prem                             | Travail social           |                    | Royaume-Uni |
| 1977  | Dr. E. Kakkat Janaki Ammal                     | Sciences et génie        | Kerala             | Inde        |
| 1977  | Dr. Lucy Oommen                                | Médecine                 | Delhi              | Inde        |
| 1977  | Dr. Madhuri Ratilal Shah                       | Littérature et éducation | Maharashtra        | Inde        |
| 1977  | Dr. Ram Narain Bagley                          | Médecine                 | Uttar Pradesh      | Inde        |
| 1977  | Dr. Ramamoorthi Belagaje                       | Sciences et génie        |                    | Royaume-Uni |
| 1977  | Dr. Rangaswamy Narasimhan                      | Service public           | Maharashtra        | Inde        |
| 1977  | Dr. Sibte Hasan Zaidi                          | Sciences et génie        | Uttar Pradesh      | Inde        |
| 1977  | Dr. Telo De Mascarenhas                        | Affaires publiques       |                    | Allemagne   |
| 1977  | Dr. Vishwa Gopal Jhingran                      | Sciences et génie        | Uttarakhand        | Inde        |
| 1977  | Mlle. Meena Shah                               | Sports                   | Uttar Pradesh      | Inde        |
| 1977  | Prof. Prafulla Mllear Jena                     | Sciences et génie        | Orissa             | Inde        |
| 1977  | Rana Moti Singh                                | Sciences et génie        | Punjab             | Inde        |
| 1977  | Sheik Chinna Moulana                           | Arts                     | Tamil Nadu         | Inde        |
| 1977  | Sheikh Mohd. Rafique                           | Travail social           | Uttar Pradesh      | Inde        |
| 1977  | Alla Rakha                                     | Arts                     | Jammu and Kashmir  | Inde        |
| 1977  | M. Bhupathiraju Vissam Raju                    | Service public           | Delhi              | Inde        |
| 1977  | M. Devendra Satyarthi                          | Littérature et éducation | Delhi              | Inde        |
| 1977  | M. Dhan Raj Bhagat                             | Arts                     | Delhi              | Inde        |
| 1977  | M. Gulam Rasul Santosh                         | Arts                     | Delhi              | Inde        |
| 1977  | M. Ismail Ahmed Cachalia                       | Travail social           | Gujarat            | Inde        |
| 1977  | M. Jehangir AredeM. Sabavala                   | Arts                     | Maharashtra        | Inde        |
| 1977  | M. Jugal Kishore Choudhury                     | Sciences et génie        | Delhi              | Inde        |
| 1977  | M. Mohd. Fayazuddin Nizami                     | Sciences et génie        | Andhra Pradesh     | Inde        |
| 1977  | M. Paul Pothen                                 | Service public           | Delhi              | Inde        |
| 1977  | M. Pritish Nandy                               | Littérature et éducation | Bengale-Occidental | Inde        |
| 1977  | M. Sita Ram Lalas                              | Littérature et éducation | Rajasthan          | Inde        |
| 1977  | M. Sri Ram Bharatya                            | Travail social           | Uttar Pradesh      | Inde        |
| 1977  | M. Tambara Halli Subramanya Satyan             | Littérature et éducation | Delhi              | Inde        |
| 1977  | Mme Evelyn Norah Shullai                       | Littérature et éducation | Meghalaya          | Inde        |
| 1977  | Mme Goel Kaikobad Sorabji Shavaksha            | Travail social           | Maharashtra        | Inde        |
| 1977  | Mme Indira Miri                                | Littérature et éducation | Assam              | Inde        |
| 1977  | Mme Maitreyi Devi                              | Littérature et éducation | Bengale-Occidental | Inde        |